# Краснотурьинский трамвай
Краснотурьинский трамвай — вид общественного транспорта в городе Краснотурьинске Свердловской области России.

## История
Трамвай в Краснотурьинске был запущен 15 января 1954 года. Современный вид система приобрела в 1959 году и до 2011 года в ней ничего не менялось. Трамвай города был построен и эксплуатировался Богословским алюминиевым заводом. В 1999 году трамвайная сеть была муниципализирована и передана в ведение городского энергохозяйства.
Согласно некоторым данным, первая трамвайная линия Краснотурьинска открывалась в два этапа. Сначала линия была проложена не до БАЗа, а до нынешнего трампарка. Там же имелось кольцо, которое при продлении до БАЗа и строительстве трамвайного депо было частично разобрано.
В 2011 году из-за строительства водовода официально был закрыт маршрут № 2. Пути так и не были демонтированы, но контактная сеть отсутствует практически везде. Летом 2012 года был произведён капитальный ремонт трамвайных путей. 26 февраля 2019 года движение трамваев было приостановлено, все вагоны были в нерабочем состоянии. 1 марта трамвайная система возобновила свою работу, вышли 2 вагона, но по состоянию на 11 июня 2019 года трамвайная система не функционировала. Движения не было около месяца, последний вагон № 6 выбыл из строя. В июне-июле 2019 поставлены два вагона из Нижнего Тагила модели 71-605. В Краснотурьинске сгорел единственный рабочий трамвай в ночь на 22 марта 2022 года. В результате инцидента никто не пострадал, так как в момент возгорания пассажиров внутри не было — трамвай стоял на приколе. Звонок пожарным сделал сторож МКУ «Городской трамвай», который стал очевидцем произошедшего.
Предварительно установлено, что причиной возгорания стал аварийный режим работы электрооборудования. Сгорел один из двух имеющихся вагонов. Эти два вагона производства Усть-Катавского вагоностроительного завода им. С. М. Кирова были переданы городом Нижним Тагилом в городской округ Краснотурьинск в 2019 году. Вагоны 1989 и 1992 года выпуска. Поэтому трамвайное движение в городе сохранится, на линию выйдет второй вагон. А тот, что сгорел, осмотрят специалисты, снимут уцелевшие детали, которые пригодятся как запчасти», — рассказала ЕАН Анна Загирова, пресс-секретарь администрации Краснотурьинска. Источник https://vk.com/wall-167306509_8452
8 сентября 2022 года из Нижнего Тагила прибыл вагон модели 71-605 (КТМ-5М3) № 54 1984 года выпуска, взамен сгоревшему 14-му вагону.
В мае 2023 года из Челябинска поступили 2 трамвайных вагона модели 71-605 (КТМ-5М3) № 1230 и № 2068.

## Описание сети
Согласно реестру регулярных перевозок от 17 февраля 2020 года на маршруте № 1 длиной 7,2 км работают 2 вагона, маршрут связывает БАЗ и конечную остановку Набережная на берегу реки Турьи. Линия проходит через жилые массивы, торговый центр и городской рынок. Несмотря на, казалось бы, удачное расположение линии, трамвай в городе теряет свою популярность и заполняется крайне редко. Используется, в основном, рабочими БАЗа, пенсионерами, гостями и туристами.
Конкуренция со стороны автобусов и маршруток по линии восток — запад практически отсутствует. На ныне закрытой линии маршрута юг — север она отсутствовала в принципе.
Трамвайное депо Краснотурьинска считается самым «простым» депо в бывшем СССР. Депо занимает северо-восточный угол одного из центральных городских перекрёстков. Единственный бокс может вместить только один вагон. Административное здание депо не способно вместить весь штат, часть администрации работает в подвале жилого дома по соседству.
Ныне закрытый маршрут юг — север был популярен лишь в период смен на БАЗе. Небольшой отрезок ветки пролегает через жилые городские кварталы, а основная её часть идёт по гигантской северной промзоне, обслуживая северные проходные БАЗа. Данный маршрут был ориентирован на доставку рабочих на завод, за исключением периода смен на БАЗе, вагоны ходили практически пустыми. На коротком южном отрезке ветки, в рамках города, в трамваях заполнялось не более половины сидячих мест.

## Подвижной состав
На апрель 2023 года в Краснотурьинске эксплуатируется 2 трамвая модели 71-605.
Движение в городе открывали трамваи КТМ/КТП-1. После их списания в депо был сохранён один вагон КТМ-1, позднее переделанный в вышку контактной сети. В 2013 году он был отправлен в Пермь для планируемого музея городского транспорта.
В 2003 — 2004 годах в город из Екатеринбурга были поставлены 4 вагона 71-402 «Спектр». Последний вагон № 3 проработал на линии до 2012 года. В 2017 году вагоны № 5 и № 7 были сняты с маршрутов.
В апреле 2018 года с 7 до 9 часов и с 16 до 18 часов на линию выходили 2 из 3 исправных вагона (WiFi имеется), остальные трамваи утилизированы. Интервалы в часы пик 20-25 минут. В остальные часы днем, до 21 часа вечером, а также в выходные дни с 11 до 20 часов на маршрут выходил только один трамвай с интервалом в 40-55 минут. Из Нижнего Тагила 27 июня 2019 прибыл вагон модели 71-605 (КТМ-5М3) № 14, 2 июля 2019 года прибыл вагон модели 71-605А № 328 (1989 и 1992 года выпуска).
Ночью 22 марта 2022 года один из КТМ-5М3 сгорел, в июне губернатором Свердловской области было озвучено решение о передаче одного трамвая из Екатеринбурга в Краснотурьинск взамен утраченного.
8 сентября 2022 года из Нижнего Тагила прибыл вагон модели 71-605 (КТМ-5М3) № 54 (1984 года выпуска), взамен сгоревшего 14-того вагона.
24 августа 2023 года из Челябинска прибыли вагоны модели 71-605 (КТМ-5М3) №1230 (1986 года выпуска) и №2068 (1987 года выпуска), для увеличения подвижного состава и увеличения количества вагонов на маршруте.

## Путевое хозяйство
Длина используемого пути 3,5 км. Вся трамвайная сеть города — однопутная, с двумя разъездами. Линия ранее имела 3 разъезда. Ликвидированная линия юг — север ранее имела 4 разъезда, к 2005 году оставалось 3 разъезда.
Единственная связка между линиями позволяла поворот только с востока на юг и наоборот. Подъездные пути к депо выводят только на восточное направление, что подразумевает сложные манёвры задним ходом для въезда в депо, и необходимость полного объезда всей линии восток — запад в случае разворота вагона.

## Маршруты

### Действующие
| Маршрут | Начальная остановка | Путь следования             | Конечная остановка | Время работы                                              |
| ------- | ------------------- | --------------------------- | ------------------ | --------------------------------------------------------- |
| 1       | БАЗ                 | ул. Металлургов, ул. Попова | к/ст Набережная    | с 6:35 до 21:00 (в выходные и праздники с 11:00 до 20:15) |

### Закрытые
| Маршрут | Начальная остановка | Путь следования                              | Конечная остановка | Примечания                                              |
| ------- | ------------------- | -------------------------------------------- | ------------------ | ------------------------------------------------------- |
| 2       | ОЖДЦ                | Промзона, ТЭЦ, ЖБиК, ул. Фрунзе, ул. Чкалова | Больничный городок | Закрыт 2 августа 2011 года из-за строительства водовода |

## Цены
В июле 2019 года стоимость проезда в Краснотурьинском трамвае выросла с 18 до 20 рублей.

## Перспективы
Краснотурьинский трамвай в текущем состоянии не имеет перспектив из-за низкого качества и дороговизны обновления вагонов. Несмотря на это закрытие системы пока не планируется, так как ресурс имеющихся вагонов ещё не исчерпан, и движение осуществляется по расписанию.
22 мая 2014 года на заседании думы Краснотурьинска депутаты поставили руководству МУП «Городской трамвай» задачу: просчитать частичное возобновление маршрута № 2 от улицы Попова по улице Фрунзе, до городской больницы. Но, по словам руководства МУП «Городской трамвай» для возобновления маршрута потребуется слишком много средств.
После обильного снегопада, движение трамваев в городе полностью остановилось 9 октября 2015 года, было возобновлено лишь 16 октября.
Спрос на трамвайные перевозки падает с каждым годом. Продажи билетов крайне низкие (250-350 в будни и около 90 в выходные, по данным на конец 2017 года). Дневные рейсы в выходные дни практически пустуют, а в часы пик вагоны заполняются в среднем на 10-20 человек. Существует острая проблема с поставками запчастей, из-за чего используются детали с неисправных вагонов и самодельные компоненты.. Недавно в мэрии озвучивались планы по ликвидации трамвайной сети. Согласно этому плану трамвай должен был исчезнуть с улиц летом 2019 года, однако местные жители высказались против ликвидации сети, в итоге мэр пообещал, что трамвай будет сохранён.
По состоянию на август 2023 года, закрытие трамвайного движения не планируется.